# Монтемурро
Монтемурро (італ. Montemurro) — муніципалітет в Італії, у регіоні Базиліката, провінція Потенца.
Монтемурро розташоване на відстані близько 350 км на південний схід від Рима, 45 км на південний схід від Потенци.
Населення — 1261 особа (2014).
Щорічний фестиваль відбувається 23 квітня (san Giorgio) та 16 серпня|16-18 серпня (san Rocco). Покровитель — святий Юрій.

## Демографія
Населення за роками:

Станом на 1 січня 2023 року в муніципалітеті офіційно проживало 15 іноземців з 5 країн, серед них 7 громадян країн Євросоюзу та 1 громадянин України.

## Сусідні муніципалітети
- Арменто
- Корлето-Пертікара
- Грументо-Нова
- Сан-Мартіно-д'Агрі
- Спінозо
- Віджано